# مارك مورتون (عازف الباس المزدوج)
مارك مورتون (بالإنجليزية: Mark Morton)‏ هو عازف الباس المزدوج أمريكي، ولد في 1 سبتمبر 1962.